# Pala delle Virtù
Pala delle Virtù (detta anche Pala Sacco o Madonna con il bambino e i santi Antonio e Francesco in gloria, e in basso i santi Elisabetta d'Ungheria, Bonaventura, Luigi di Francia, Ivo, Ludovico di Tolosa ed Eleazaro) è un dipinto del pittore veronese Paolo Morando (noto anche come il Cavazzola), realizzato con la tecnica della pittura a olio su tela, conservato nel Museo di Castelvecchio a Verona.
Originariamente collocata sull'altare della cappella dei terziari presso la chiesa di San Bernardino a Verona, l'opera è citata da Giorgio Vasari nelle  Le Vite (edizione del 1568), dove si afferma che la committente, raffigurata nel dipinto, sarebbe Caterina de’ Secchi. In realtà, si tratta di un errore: studi successivi hanno dimostrato che la vera committente è Bartolomea Baiotti, nata nel 1450, rappresentata come un'anziana signora in preghiera, abbigliata con i tipici vestiti delle terziarie.
Dalla testimonianza di Vasari apprendiamo inoltre che la figura di Santa Elisabetta d’Ungheria è il "ritratto di una gentildonna vedova della famiglia de’ Sacchi", che gli studi hanno identificato con Elisabetta Verità, rimasta vedova in giovane età di Daniele, primogenito di Bartolomea. Nulla si conosce con certezza, invece, sull'identità degli altri personaggi raffigurati nella scena.
Vasari ipotizzò anche che la tela fosse stata completata da un altro pittore, a causa della prematura morte di Morando. Tuttavia, non vi sono prove a sostegno di questa tesi: analisi approfondite hanno confermato l’unicità della mano esecutrice in tutta l’opera. Le differenze qualitative rilevabili tra la parte superiore e quella inferiore della composizione sono giustificate dalla distinzione tra la rappresentazione della gloria celeste e quella terrena.
La pala ebbe una notevole influenza sulla pittura veronese del tempo, costituendo un modello per diversi artisti, tra cui in primo luogo Giovan Francesco Caroto, che da essa trasse ispirazione per la tela dell'altare maggiore della chiesa parrocchiale di Isola della Scala.